# Hans Morgenthau
Hans Joachim Morgenthau (Coburg, 1904. február 14. – New York, 1980. július 19.) német származású amerikai jogász, politikatudós, a nemzetközi kapcsolatok egyik meghatározó teoretikusa, a realista elmélet megalkotója.

## Élete
A németországi Coburgban született. Egyetemi tanulmányait 1923–1927 között Frankfurt am Main, München, Berlin egyetemein végezte, ahol filozófiát, majd jogot tanul. Frankfurtban nemzetközi jogászként kezdte pályáját. Zsidó származása miatt emigrálnia kellett Németországból. Az Amerikai Egyesült Államokban telepüt le, a chicagói egyetemen és New Yorkban is tanult.

## Realista iskola
Morgenthaut Edward Carr mellett a klasszikus realizmus megalapítójaként tartják számon. 1948-ban hat pontban foglalta össze a politikai realizmus alapelveit:
- Lét objektív törvénye a politikában: A politikai viselkedést és a társadalmat objektív törvények határozzák meg. Ennek gyökere az emberek természetében keresendő. Azért, hogy a társadalmat jobbá tudjuk tenni, ezeket a törvényeket meg kell értenünk. Aki ezt megérti, politikai sikerre számíthat.
- A politika hatalom- és érdekelvei: A nemzetközi politikán, így a politikai-történelmi valóságon keresztül vezető utat a hatalom értelmezésén keresztül találhatjuk meg. Ez a felfogás összekötő kapocs az ész és a tények között. Az ész megpróbálja a nemzetközi politikát és történelmi-politikai valóságot is megérteni.
- A nemzeti érdek és ennek gazdasági jelentősége: Az érdek fogalma, amit hatalomként definiálunk általában, nem időtől és körülményektől független, hanem mindig az aktuális politikai körülmények határozzák meg.
- Erények: A diplomatáknak nem szabad olyan erkölcsi tényezőkre hagyatkozniuk, mint bizalom, hűség, őszinteség, mert a morális célok túlzott követése veszéllyel jár, és éppen az ellenkezőjét fogják elérni, mint amit eredetileg akartak.
- A nemzeti és az univerzális erények közötti különbség: A legnagyobb politikai rossznak azt tekinthetjük, amikor a nemzetek saját erkölcs-fogalmukat akarják univerzálisan megmagyarázni.
- Az autonóm szféra politikája: A politikai szférát önálló értelemszférának kell tekintenünk. Ez az autonómia nagyobb, mint a közgazdaságtané. Eszerint a politika, mint tudomány is jobban számít, mint a közgazdaságtan.

## Nemzetek közötti politika
- Nemzetközi közeg: a harmónia kis világa (amelyet az egyének átmenetileg megzavarnak), ugyanakkor tartósan (erőszakosan megnyilvánuló) hatalom- és érdekellentétek színtere is
- Morgenthau szerint a szuverén államokból álló nemzetközi rendszer kormány nélküli, anarchikus és decentralizált jellegű – erre kell alapozni a nemzetközi viszonyok elméletét is. Szemben áll a liberális megközelítés jogi-normatív szemléletével, amely az értékeket hangsúlyozza, és a tényekre fekteti a hangsúlyt.
- Oka: a nemzetközi rendszerek anarchikus szerkezete
- Véleménye M. „emberképéből” következik, mely szerint az emberek a szeretet teremtői, másrészt viszont az imperialista politika pusztító egyénei

(a status quo megbomlása, például a helyi uralom megszerzése után a világuralom elérése)

## Hatalmi egyensúly-elmélete
- Hatalmi egyensúly egy tényleges folyamat, amely a hatalmi harcot nemzetközi szinten szabályozza
- A konfliktusokat csak korlátozni tudja, megszüntetni nem!
- A XIX. század hatalmi egyensúlyát tekintette ideálisnak

## Háború
- Oka: nem a politika felek hiányos ismeretei, hanem a hiányzó megértés egymás iránt!
- Nemcsak anyagi érdekellentét robbanthatja ki, hanem ideológiai összeférhetetlenség is
- Bízik abban, hogy a diplomácia meg tudja oldani a konfliktusokat
- A háborút elősegítő tényezők a következők:
  - A nemzeti érdekek túlzott képviselete
  - Nacionalizmus
  - Nemzeti politika eszményítése
- Szerinte nemcsak a kommunizmus, hanem a fanatikus demokrácia is veszélyes
- A hidegháború nagy bírálója, aki a katonai műveletekben látta a „megoldást”
- Legfontosabb a biztonságpolitika, minden más nemzeti célt csak „extráknak” titulál
- Az egyre növekvő szovjet nukleáris fegyverkezés hatására M. is síkra száll a fegyverkezés fejlesztése mellett
- Az USA és a világpolitika számára a legnagyobb fenyegetés a nukleáris fegyverek elszaporodása
- A hidegháború kevésbé ideológiai, mint geostratégiai probléma
- Az ideológia fátyla telepedett rá a geostratégiai törekvésekre

Morgenthau szerint a diplomácia közvetlen szerepet játszik a potenciális konfliktusok elkerülésében, a már meglévők csillapításában, kezelésében, ezáltal közvetve hozzájárul a status quo fenntartásához is. Véleménye szerint egy ország háborúba keveredése alapvetően az általa folytatott diplomácia csődjét, bukását is jelenti, s ez a bukás veszélyeztetheti a világ békéjét is, nem csak egy adott állam külpolitikájának sikerét. A diplomácia feladata reálisan felmérni más államok képességeit, folyamatosan összehasonlítva saját céljait a nemzetközi politikai viszonyok többi szereplőivel, és fel kell tudnia becsülni a többi szereplő reális erejét.